# تابية (إقليم أزيلال)
تابية هي قرية مغربية شمال المملكة. تنتمي تابية لإقليم أزيلال الساحلي. تضم هذه القرية 7.935 نسمة (إحصاء 2004).